# Den ukendte
Den ukendte er en roman af Benn Q. Holm fra 2005.

## Synopsis
Romanen handler om en ung mands rejse mod samfundets top, og en moderne rastløs identitetsfabel om hvem vi egentlig er. 
Atten år gammel forlader hovedpersonen Gustav sine plejeforældre og opsøger sin mor Lilly. Hun giver ham et cigaretetui af sølv med initialerne "Wvl". Etuiet har tilhørt Gustavs ukendte far. Med dette spor begynder lykkeridderen og charmetrolden Gustavs jagt på den far, som han er overbevist om er adelig og styrtende rig.
| Bog | Spire Denne artikel om bøger og tidsskrifter er en spire som bør udbygges. Du er velkommen til at hjælpe Wikipedia ved at udvide den. |